# Campionato mondiale giovanile di scherma 1978
Il Campionato mondiale juniores di scherma del 1978 ("1978 World Juniors Fencing Championships") è stato organizzato dalla Federazione internazionale della scherma e si è svolto a Madrid in Spagna dal 23 al 27 marzo.
Nel fioretto, si sono aggiudicati i titoli del campionato mondiale l'italiano Mauro Numa, che ha battuto in finale l'italiano Andrea Borella, e la francese Brigitte Latrille-Gaudin che ha avuto la meglio sulla canadese Jujie Luan.
Nella spada il norvegese Nils Koppang ha battuto in finale il sovietico Alexandre Mozhayev, ottenendo il titolo mondiale juniores maschile.
Nella sciabola il sovietico Elbrous Bajanov prevale sul polacco Andrzej Kostrzewa.

## Podi

### Uomini
| Specialità  | Oro             | Argento            | Bronzo               |
| Individuali |                 |                    |                      |
| Fioretto    | Mauro Numa      | Andrea Borella     | Vladimir Lapitsky    |
| Spada       | Nils Koppang    | Alexandre Mozhayev | Pjotr Jablkowski     |
| Sciabola    | Elbrous Bajanov | Andrzej Kostrzewa  | Ildus Chamchoutdinov |

### Donne
| Specialità  | Oro                      | Argento    | Bronzo          |
| Individuali |                          |            |                 |
| Fioretto    | Brigitte Latrille-Gaudin | Jujie Luan | Anjela Tsagaeva |

## Medagliere
| Pos.   | Nazione          | Oro | Argento | Bronzo | Totale |
| ------ | ---------------- | --- | ------- | ------ | ------ |
| 1      | Unione Sovietica | 1   | 1       | 3      | 5      |
| 2      | Italia           | 1   | 1       | 0      | 2      |
| 3      | Francia          | 1   | 0       | 0      | 1      |
| 3      | Norvegia         | 1   | 0       | 0      | 1      |
| 5      | Polonia          | 0   | 1       | 1      | 2      |
| 6      | Canada           | 0   | 1       | 0      | 1      |
| Totale | Totale           | 4   | 4       | 4      | 12     |